# Thalheim/Erzgeb.
Thalheim/Erzgeb. település Németországban, azon belül Szászország tartományban. Lakosainak száma 5961 fő (2023. december 31.).

## Népesség
A település népességének változása:
| Lakosok száma | 6127 | 6051 | 5915 | 5948 | 5961 |
|               | 2017 | 2019 | 2021 | 2022 | 2023 |